# Wolfgang Kramer
Wolfgang Kramer (nacido en 1942 en Stuttgart, Alemania) es un diseñador de juegos de mesa. Está considerado como uno de los diseñadores más innovadores e influyentes del sector. Se le atribuye ser pionero en las mecánicas de control de área, con su juego El Grande, en los sistemas de puntos de acción, con Tikal e incluso en la introducción del conocido marcador de puntos de victoria que recorre el tablero en Heimlich & Co. Este tipo de pista de puntuación se convirtió en una característica de muchos juegos de mesa de estilo alemán y se llama en su honor pista de Kramer.
Wolfgang Kramer fue el primer diseñador de juegos profesional a tiempo completo de Alemania. Durante muchos años, Kramer y Michael Kiesling trabajaron juntos comunicándose por teléfono y fax, a pesar de no conocerse aún en persona.
Kramer también ha colaborado frecuentemente con otros autores. Su colaboración con Richard Ulrich le ha dado dos de sus éxitos más notables: El Grande y Los príncipes de Florencia. Kramer ha ganado el premio Spiel des Jahres en una cantidad récord de cinco ocasiones.

## Obra destacada
Cuenta con cerca de trescientos juegos en su haber, entre los que se encuentran como algunos de los más reseñables:
- 1995 El Grande (con Richard Ulrich)
- 1996 Expeditions: Around the World
- 1996 Detroit-Cleveland Grand Prix
- 1998 El Caballero (con Richard Ulrich)
- 1999 Torres (con Michael Kiesling)
- 1999 Tikal, (con Michael Kiesling)
- 1999 Java (con Michael Kiesling)
- 2000 Los príncipes de Florencia (con Richard Ulrich)
- 2002 Pueblo
- 2002 Mexica (con Michael Kiesling)
- 2003 Gulo Gulo
- 2004 Maharaja (con Michael Kiesling)
- 2004 Hacienda
- 2005 That's Life! (con Michael Kiesling)
- 2007 Colosseum (con Markus Lübke)
- 2010 Seeland (con Günter Burkhardt)
- 2010 Tikal II: The Lost Temple (con Michael Kiesling)
- 2010 Asara (con Michael Kiesling)
- 2011 Artus (con Michael Kiesling)
- 2012 The Palaces of Carrara (con Michael Kiesling)
- 2013 Coal Baron (con Michael Kiesling)
- 2013 Nauticus (con Michael Kiesling)
- 2014 Linko (con Michael Kiesling)
- 2015 Porta Nigra (con Michael Kiesling)
- 2015 Adventure Land (con Michael Kiesling)
- 2017 Downforce (con Rob Daviau y Justin D. Jacobson)
- 2018 Cuzco (con Michael Kiesling)
- 2020 Paris (con Michael Kiesling)
- 2020 Renature (con Michael Kiesling)
- 2021 Savannah Park (con Michael Kiesling)
- 2022 Wandering Towers (con Michael Kiesling)
- 2022 Caldera Park (con Michael Kiesling)